# Laufenburg, Đức
Laufenburg là một thị trấn nằm ở huyện Waldshut, thuộc bang Baden-Württemberg, Đức. Nơi đây có dân số khoảng 4300 người (trong đó có 6 khu ngoại ô với 8300 người).